# Récepteur A1 de l'adénosine
Le récepteur A1 de l'adénosine est un récepteur couplé aux protéines G ayant pour ligand endogène l'adénosine.
Il peut être couplé à des protéines Gi qui inhibent l'activité de l'adénylate cyclase ou à des protéines G qui interfèrent avec l'ouverture de canaux ioniques.  
Les récepteurs A1 de l'adénosine sont fortement exprimés dans le cerveau et le cœur.
L'invalidation du gène codant le récepteur A1 chez les souris les rend plus anxieuses, plus sensibles à la douleur (hyperalgie).